# Tiburcio Carías Castillo
Tiburcio Carías Castillo (Tegucigalpa, 1908) was een Hondurees politicus. Hij is de zoon van Tiburcio Carías Andino.
Tiburcio Carías Castillo was in 1963 een van de presidentskandidaten voor de Nationale Partij van Honduras (Partido Nacional de Honduras). De presidentsverkiezingen gingen echter niet door toen tien dagen voor de verkiezingen legerofficieren onder leiding van generaal Oswaldo López Arellano een staatsgreep pleegden.
Tiburcio Carías Castillo was van 1965 tot 1971 - ten tijde van de militaire dictatuur van generaal Oslwaldo López Arellano - minister van Buitenlandse Zaken van Honduras.